# Diceratobasis
Diceratobasis là một chi chuồn chuồn kim trong họ Coenagrionidae. Ấu trùng của các loài trong chi này sống trong nước đọng ở cây dứa.
Chi này gồm các loài:
- Diceratobasis macrogaster (Selys in Sagra, 1857) - Jamaican Bromeliad Damsel
- Diceratobasis melanogaster Garrison, 1986 - Hispaniolan Bromeliad Damsel